# Heinrich Thüring
Heinrich Thüring (* unbekannt; † 10. September 1889 in Adenau (?)) war ein preußischer Beamter, Kreissekretär und Landrat.

## Leben und Herkunft
Zunächst Zivilsupernumerar trat Thüring 1857 als Kreissekretär in den Dienst der Kreisverwaltung in Adenau, in dieser Stellung blieb er bis 1889.
Von Juni bis August 1867 versah Thüring auftragsweise die Verwaltung des Kreises Adenau. Verheiratet war er mit Maria Anna Franziska Thüring geborene Kuhn.